# اسکار پراتس
اسکار پراتس (انگلیسی: Óscar Prats؛ زادهٔ ۲۵ مارس ۱۹۸۹) بازیکن فوتبال اهل اسپانیا است.